# Swalm
El río Swalm es un curso de agua de 45 km que nace en Erkelenz (Alemania) y desemboca en el Mosa a la altura de la localidad de Swalmen (Países Bajos). Del curso total, 28 km están en el territorio neerlandés. El río forma parte del parque natural Natuurpark Maas-Swalm-Nette. Las principales ciudades por las que pasa el Swalm son Wegberg, Niederkrüchten, Schwalmtal, Brüggen y Swalmen. Tiene como afluentes al Beecker Bach, el Mühlenbach, el Knippertzbach, el Kranenbach y el Elmpter Bach. Hay un afluente del río Escalda, el Zwalm y un municipio belga Zwalm que tienen casi el mismo nombre.
| \| \| Afluentes del río Mosa en orden decreciente \| |                                             |

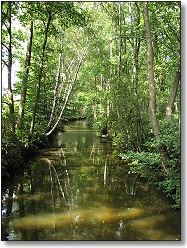
El Swalm cerca del lago Hariksee

| Dieze - Niers - Swalm - Roer - Geleenbeek- Geul - Jeker - Voer - Berwijn - Julienne - Llègia - Ourthe - Hoyoux - Mehaigne - Samson -Sambre - Bocq - Burnot - Molignée - Lesse - Viroin - Semois - Río Bar - Kuer (Chiers) |                                             |
| Véase también : • Mosa • Francia • Bélgica • Países Bajos |                                             |
| | Afluentes del río Mosa en orden decreciente |